# Miroton
El mirotón (del francés, /mirɔtõ/), también llamado miroton de bœuf o bœuf-miroton, es un guiso de buey o ternera típico de la gastronomía francesa, concretamente de París. A veces se usa también carne de cerdo.
Para preparar el guiso, se corta la carne en trozos y se lleva a la cazuela junto con las verduras (que suelen ser cebolla, zanahoria, tomate, patata...). En la tradición culinaria francesa, los platos cuyo ingrediente principal es carne roja suelen acompañarse de un vino tinto. Se recomiendan Gaillac, Irouléguy, Buzet, Fronton, Bergerac, Saint-Amour, Beaujolais-village, Bourguignon Hills o Châtillon-en-diois.